# Julianna Baggott
 (septembre 2012).
Si vous disposez d'ouvrages ou d'articles de référence ou si vous connaissez des sites web de qualité traitant du thème abordé ici, merci de compléter l'article en donnant les références utiles à sa vérifiabilité et en les liant à la section « Notes et références ».
Œuvres principales
- Série Pure

Julianna Baggott, née le 30 septembre 1969 à Wilmington dans le Delaware, est une romancière, essayiste et poète américaine qui écrit aussi sous le pseudonyme de Bridget Asher et N. E. Bode. Elle intervient en tant que maître de conférences dans le programme d’écriture à l'université d'État de Floride.

## Biographie
Julianna Baggott a écrit dix-huit livres au cours des douze dernières années. Pure, son roman le plus récent, est le premier tome d’une trilogie dystopique, publié par les éditions J'ai lu. Les droits cinématographiques ont été acquis par Fox 2000. The Provence Cure for the Brokenhearted, écrit sous le pseudonyme Asher, a été publié au printemps 2011. À ce jour, il y a environ cinquante éditions étrangères de ses romans. 
Julianna Baggott a commencé à écrire à l’âge de vingt-deux ans. Après avoir obtenu son M.F.A. (Master of Fine Arts, équivalent du diplôme des Beaux Arts) à l’Université de Caroline du Nord de Greensboro, elle a écrit son premier roman, Comme elle respire (Girl talk), alors qu’elle n’avait encore qu’une vingtaine d’années. Comme elle respire a été un bestseller national et a été rapidement suivi par Miss Amérique ne pleure jamais (The miss America family), bestseller du Boston Globe puis par The madam, sélectionné par le Club de lecture du Boston Herald. C’est un roman historique inspiré de la vie de sa grand-mère. Elle a coécrit Which brings me to you avec Steve Almond, un « Best Book of 2006 » (Kirkus Reviews), sur lequel le producteur Richard Brown avait posé une option pour être adapté par Keith Bunin.
Elle a écrit trois livres sous le pseudonyme de Bridget Asher : My Husband’s Sweethearts, The Pretend Wife et The Provence Cure for the Brokenhearted.
Elle écrit aussi des livres à succès pour de plus jeunes lecteurs sous le pseudonyme de N. E. Bode ou Julianna Baggott. La trilogie The Anybodies a fait la une du magazine People au côté de David Sedaris et de Bill Clinton, a été le livre de la semaine du Washington Post, dans le top 10 de Girls’ Life, une sélection Booksense et dont les droits cinématographiques ont été acquis par Nickelodeon/Paramount ; The Slippery Map (automne 2007) et la préquelle à Mr. Magorium’s Wonder Emporium (2007), un film avec Dustin Hoffman, Natalie Portman et Jason Bateman. 
Le roman sur les Boston Red Sox de Julianna Baggott, The Prince of Fenway Park (HarperCollins) a été publié au printemps 2009. The Ever Breath (Random House) a été publié en décembre 2009.
Julianna Baggott a aussi écrit trois recueils de poésie (This country of Mothers, Compulsions of Silkworms and Bees et Lizzie Borden in Love) et a été publiée dans les majeures maisons d’édition telles que Poetry, The American poetry review et The best American poetry.
Le travail de Baggott est paru dans AGNI, le New York Times, le Boston Globe, Glamour, Ms., Real Simple et a été lu sur les émissions de NPR Here and now et Talk of the Nation. Ses essais, histoires et poèmes se retrouvent dans de nombreuses anthologies.

## Vie privée
Elle vit en Floride avec son mari écrivain David G. W. Scott et leurs quatre enfants.

## Philanthropie
En 2006, Julianna Baggott et son mari ont cofondé l’organisation à but non lucratif Kids in Need-Books in Deed qui est consacrée à la littérature et dont le but est de donner des livres gratuitement aux enfants défavorisés de l’État de Floride.

## Œuvres

### SériePure
1. Pure, J'ai lu, 2012 ((en) Pure, 2012)
2. Fusion, J'ai lu, 2013 ((en) Fuse, 2012)
3. Cendres, J'ai lu, 2014 ((en) Burn, 2014)

### Romans indépendants
- Comme elle respire, Flammarion, 2001 ((en) Girl Talk, 2001)
- Miss Amérique ne pleure jamais, Flammarion, 2003 ((en) The Miss America Family, 2002)